# Grubeopolynoe tuta
Grubeopolynoe tuta är en ringmaskart som först beskrevs av Adolph Eduard Grube 1855.  Grubeopolynoe tuta ingår i släktet Grubeopolynoe och familjen Polynoidae. Inga underarter finns listade i Catalogue of Life.